# 6729 Emiko
6729 Emiko (1991 VV2) là một tiểu hành tinh vành đai chính được phát hiện ngày 4 tháng 11 năm 1991 bởi S. Otomo ở Kiyosato. 